# Wawan Hendrawan
Wawan Hendrawan (sinh ngày 8 tháng 1 năm 1983 ở Brebes Regency) là một cầu thủ bóng đá người Indonesia hiện tại thi đấu cho Bali United.

## Sự nghiệp
Ngày 11 tháng 12 năm 2014, anh gia nhập Mitra Kukar.

## Thống kê sự nghiệp câu lạc bộ
Tính đến 5 tháng 1 năm 2013.
| Thành tích câu lạc bộ | Thành tích câu lạc bộ    | Thành tích câu lạc bộ                          | Giải vô địch | Giải vô địch | Cúp             | Cúp             | Cúp Liên đoàn | Cúp Liên đoàn | Tổng cộng | Tổng cộng |
| Mùa giải              | Câu lạc bộ               | Giải vô địch                                   | Số trận      | Bàn thắng    | Số trận         | Bàn thắng       | Số trận       | Bàn thắng     | Số trận   | Bàn thắng |
| Indonesia             | Indonesia                | Indonesia                                      | Giải vô địch | Giải vô địch | Piala Indonesia | Piala Indonesia | Cúp Liên đoàn | Cúp Liên đoàn | Tổng cộng | Tổng cộng |
| --------------------- | ------------------------ | ---------------------------------------------- | ------------ | ------------ | --------------- | --------------- | ------------- | ------------- | --------- | --------- |
| 2004                  | Persikabo Bogor          | [[Liga arab Second Division\|Second Division]] | ?            | 0            | -               | -               | -             | -             | ?         | 0         |
| 2005                  | Persikabo Bogor          | Hạng nhất                                      | ?            | 0            | ?               | 0               | -             | -             | ?         | 0         |
| 2005                  | Persikab Bandung         | Second Division                                | ?            | 0            | ?               | 0               | -             | -             | ?         | 0         |
| 2006                  | Persikab Bandung         | [[Liga Indones First Division\|Hạng nhất]]     | ?            | 0            | ?               | 0               | -             | -             | ?         | 0         |
| 2007–08               | Pelita Jaya              | Premier Division                               | 3            | 0            | 1               | 0               | -             | -             | 4         | 0         |
| 2008–09               | Persita Tangerang        | Super League                                   | 21           | 0            | 1               | 0               | -             | -             | 22        | 0         |
| 2009–10               | Persisam Putra Samarinda | Super League                                   | 25           | 0            | 3               | 0               | -             | -             | 28        | 0         |
| 2010–11               | Persisam Putra Samarinda | Super League                                   | 25           | 0            | -               | -               | -             | -             | 25        | 0         |
| 2011–12               | Deltras                  | Super League                                   | 16           | 0            | -               | -               | -             | -             | 16        | 0         |
| 2013                  | Persiba Balikpapan       | Super League                                   | 1            | 0            | 0               | 0               | -             | -             | 1         | 0         |
| Tổng cộng             | Indonesia                | Indonesia                                      | 91           | 0            | 5               | 0               | -             | -             | 96        | 0         |
| Tổng cộng sự nghiệp   | Tổng cộng sự nghiệp      | Tổng cộng sự nghiệp                            | 91           | 0            | 5               | 0               | -             | -             | 96        | 0         |